# Pyu (langue papoue)
Pour les articles homonymes, voir Pyu (homonymie).
Le pyu est une langue papoue parlée en Papouasie-Nouvelle-Guinée dans la province de Sandaun.

## Classification
Laycock (1972) inclut le pyu dans une famille proposée, le kwomtari-baibai-pyu, sans donner d'éléments qui démontrent cette affiliation. Hammarström rejette cette proposition de parenté avec les langues kwomtari. Il considère le pyu comme étant une langue isolée.

## Sources
- (en) Harald Hammarström, 2010, The status of the least documented language families in the world, Language Documentation & Conservation 4, pp. 177-212, University of Hawai’i Press.